# Paratamboicus laevis
Paratamboicus laevis is een hooiwagen uit de familie Sclerosomatidae.